# ビリー・ヒギンス
ビリー・ヒギンス（Billy Higgins, 1936年10月11日 - 2001年5月3日 ）はアメリカ合衆国のジャズドラマー。原語発音は「ヒギンズ」と濁る。

## 略歴
主にフリー・ジャズとハード・バップをメインに活動した。1958年にオーネット・コールマンのバンドで活動を始めた彼はその後、フリーランスのドラマーとしてドナルド・バード、デクスター・ゴードン、ジョン・コルトレーン、ジョー・ヘンダーソン、ミルト・ジャクソン、ジャッキー・マクリーン、パット・メセニー、ハンク・モブレー、セロニアス・モンク、リー・モーガン、デヴィッド・マレイ、アート・ペッパー、ソニー・ロリンズ、マル・ウォルドロン、シダー・ウォルトン、ロン・カーターらの多くのミュージシャンと幅広い演奏を行った。繊細さと奔放さを持ち合わせたプレーが特色で、にこやかで明るい人間性は共演者からも好かれていた。

1986年の映画『ラウンド・ミッドナイト』にはハービー・ハンコック、ボビー・ハッチャーソンらと共にゲスト出演している。
ジャズ以外にもロックやファンクを含めると700以上のレコーディングに参加している。渡辺貞夫や山本剛といった日本のミュージシャンとの共演もある。
晩年は重い肝炎を患って一時期危険な状態に陥るも、必死の闘病とミュージシャン仲間の献身的な援助・カンパによって一度は復帰した。しかし最後は再び肝臓を患い、肝不全で死去した。